# Inode
inode, i-node, česky i-uzel je v informatice datová struktura uchovávající metadata o souborech a adresářích používaná v unixových souborových systémech, které vycházejí z tradičního UFS (například linuxová řada ext2, ext3, ext4). Z důvodu zachování zpětné kompatibility ostatní souborové systémy i-uzly emulují (např. NFS).

## Popis
| Příkaz | Popis                         |
| ------ | ----------------------------- |
| df     | Obsazený datový prostor       |
| df -i  | Obsazené i-uzly               |
| ls -i  | Obsah adresáře a čísla i-uzlů |

i-uzel obsahuje metadata pro každý libovolně velký soubor i adresář, například čas poslední změny, přístupová práva, seznam datových bloků a podobně. V adresářích jsou pak dvojice název souboru a k němu příslušné číslo i-uzlu, které pomocí metadat popisuje vlastní uloženou datovou část souboru nebo adresáře. Vzhledem k tomu, že (téměř) vše je v unixových systémech soubor (vlastně i adresář je speciální soubor), je i-uzel univerzální datovou strukturou pro metadata.
Počet i-uzlů je u klasických souborových systémů (ext2, ext3) určen při formátování systému souborů a později již nemůže být změněn. Jejich množství určuje maximální počet adresářů a souborů, které lze v souborovém systému vytvořit. I když může být na disku volné místo pro data (tj. volné datové bloky), nemusí být možné z důvodu nedostatku volných i-uzlů vytvořit další soubory a adresáře.

## Struktura i-uzlu
Struktura i-uzlu je popsána standardem POSIX.

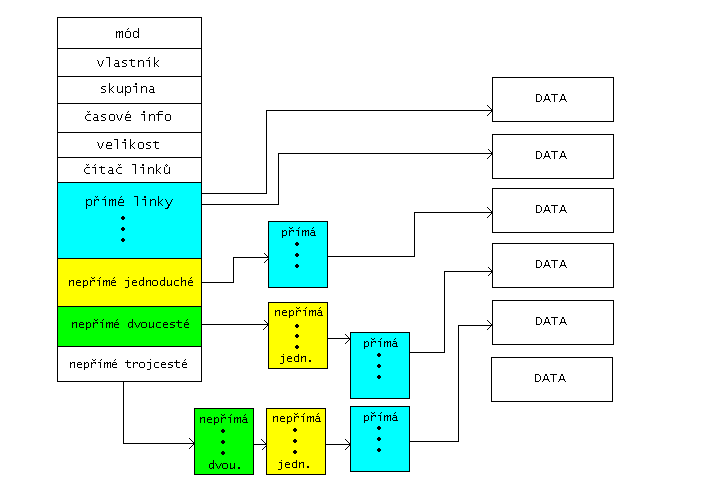
Náčrt struktury i-uzlu

- MODE – typ souboru a přístupová práva (vlastník, skupina, ostatní)
- REFERENCE COUNT – počet odkazů na tento objekt (viz pevný odkaz)
- OWNER – vlastník (ID vlastníka)
- GROUP – skupina (ID skupiny)
- SIZE – velikost objektu
- TIME STAMPS – časové informace
  - atime: čas posledního přístupu (čtení ze souboru, výpis adresáře)
  - mtime: čas poslední změny datové části (souboru, adresáře)
  - ctime: čas poslední změny I-uzlu (metadat)
- DIRECT BLOCKS – 12 přímých odkazů na datové bloky obsahující data uložená v souboru[1][2]
- SINGLE INDIRECT – 1 odkaz na datový blok, který obsahuje místo dat seznam přímých odkazů na datové bloky obsahující vlastní data uložená v souboru (první nepřímá úroveň)
- DOUBLE INDIRECT – 1 odkaz druhé nepřímé úrovně (viz obrázek vpravo)
- TRIPLE INDIRECT – 1 odkaz třetí nepřímé úrovně

V souborových systémech ext (Linux) následují ještě příznaky (FLAGS), počet aktuálně použitých datových bloků a rezervovaná část, která může obsahovat doplňující informace (odkaz na rodičovský adresář, ACL, rozšířené atributy a podobně).